# Siida

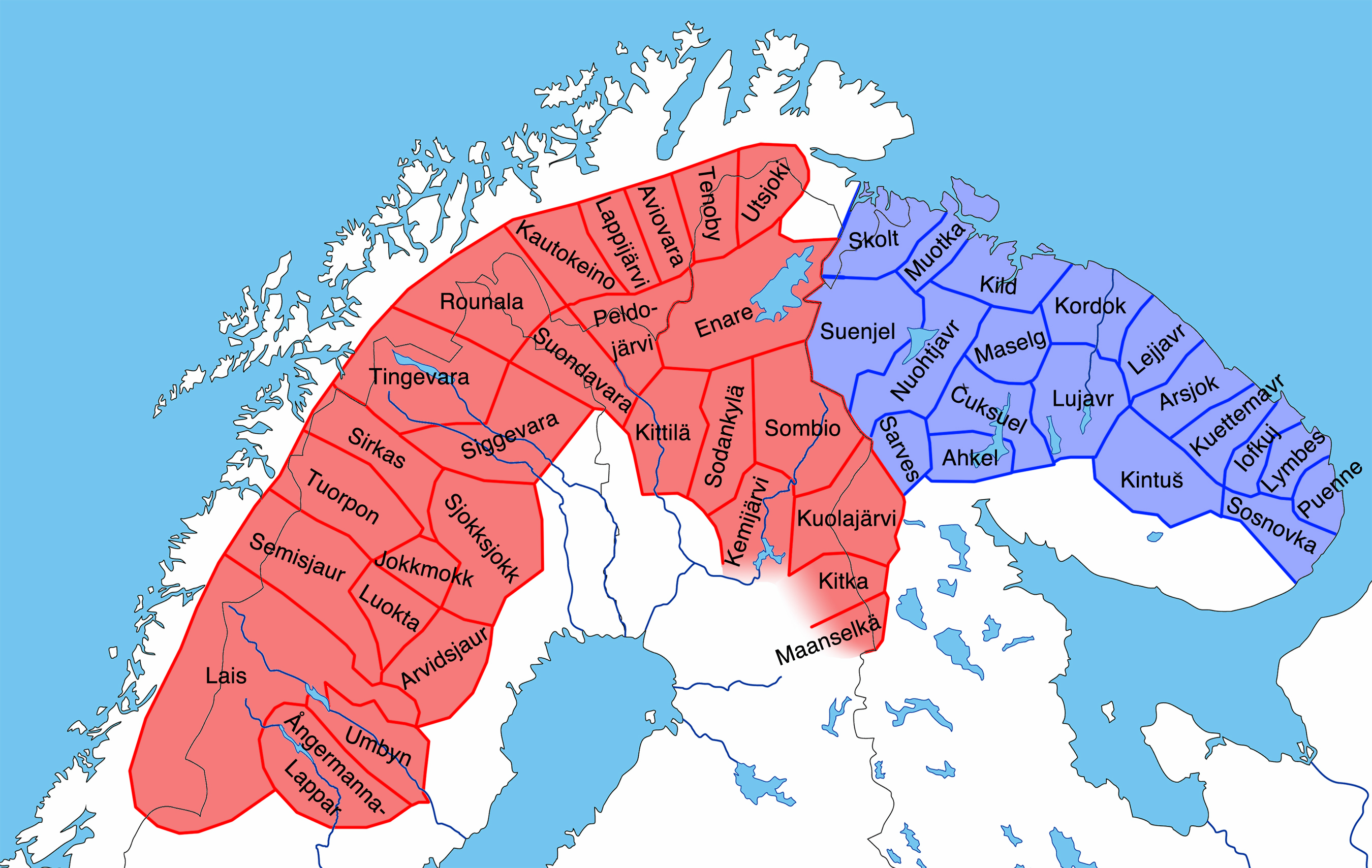
Comunidades de pastores de renos / asentamientos sami del en Sápmi

Un siida es una comunidad local sami que existe desde tiempos inmemoriales. Un siida (en diferentes idiomas sami cearru, siida, sita, kite), o un "distrito de pastores de renos", es un área de pastoreo de renos sami, un grupo de pastoreo de rebaños de renos y una corporación que trabaja en beneficio económico de sus miembros. El siida de pastoreo de renos se ha formado como una adaptación de los antiguos principios siida al pastoreo nómada de renos a gran escala. Se denomina sameby ("aldea sami") en la ley sueca, reinbeitesdistrikt ("distrito de pastos de renos") en la ley noruega, y paliskunta en la ley finlandesa. La organización pastoralista difiere ligeramente entre países, excepto en Rusia, donde el koljós ha reemplazado a estas organizaciones anteriores.
En Suecia, la afiliación en un siida se limita a individuos de ascendencia sami. Los derechos incluyen la caza y la pesca con fines de lucro. Hay 33 montañas siidas, 10 bosques siidas y 8 concesiones siidas, divididos por extensión histórica, uso de pastos de verano e invierno, etc. Se requiere la afiliación para practicar los derechos de pastoreo. También es necesaria para la propiedad de los renos, excepto en concesiones siidas, donde incluso los que no son miembros pueden ser propietarios de "renos servidores", atendidos por miembros de siida que reciben una concesión a las tierras de pastoreo en pago. Esta costumbre se origina en las convenciones más antiguas cuando los renos eran utilizados por las poblaciones locales establecidas en la vida cotidiana. La actividad económica en las actuales siidas se limita a los beneficios de los derechos de los pastores. Además de la naturaleza geográfica y económica del siida, también une a los miembros de forma cultural y social.
Las siidas en Suecia han separado a las personas pertenecientes al pueblo sami en dos grupos. La afiliación se limita esencialmente a aquellos cuyos antepasados eran nómadas antes de 1886, lo que impide que la mayoría de los sami suecos sean miembros de un siida.
En Noruega, la actividad de pastoreo requiere la inscripción en una unidad (driftsenhet), que corresponde a una manada de renos. Los derechos para conducir el pastoreo se basan en el estatuto de limitaciones y se limitan a individuos de ascendencia sami.
Aun así, el siida sami no había sido reconocido legalmente hasta hace poco (2007) por las autoridades nacionales noruegas. En cambio, las autoridades mantuvieron su propia construcción de distritos de pastoreo de renos. El siida, y su uso del conocimiento de pastoreo tradicional sami, por otro lado, ha estado conviviendo  y a menudo en conflicto con las decisiones oficiales. El reconocimiento legal recientemente logrado de siida en Noruega debe dar como resultado el reconocimiento de sus procesos autónomos de conocimiento, así como el reconocimiento de sus derechos a la tierra.
En Finlandia y Rusia, la actividad de pastoreo no se limita a la etnia sami. En Finlandia, los finlandeses (no sami) también practican el pastoreo de renos. Hay 56 paliskuntas, de las cuales 13 situadas en el extremo norte de Laponia constituyen el área de los sami. Sin embargo, el pastoreo de renos tiene un papel económico más prominente en las comunidades locales del norte. Los siidas se rigen como sociedades anónimas, donde los poseedores de renos eligen un consejo de administración y un director general (poroisäntä, "maestro de renos") cada tres años, votando con tantos votos como renos. En el ártico ruso, los pueblos fueron trasladados a la fuerza por el estado a koljoses (comunidades colectivas) entre 1927 y 1940. Los sami fueron trasladados a koljoses en el territorio de Kamensky, Lokangsky, Kildinsky, Lovozersky y Voronensky.
Hay muchos otros aspectos de la institución tradicional de siida y el sistema siida más allá de los temas principales de los derechos de la tierra y la gestión de los recursos. Uno de estos aspectos es el tipo de conocimiento incorporado en las prácticas de siida y los tratos cotidianos del siida con el entorno local. El uso, y por lo tanto la protección, de las prácticas y el conocimiento tradicionales de cría de renos sami están estrechamente relacionados con la viabilidad del sistema siida. Los principios de siida son de origen antiguo. Los principales elementos del siida son los individuos (en sami siidda olbmot); las unidades de cría (baikedoalut); la unidad colectiva y de pastoreo (siidadoallu); el territorio, los recursos y la infraestructura de siida (orohagat / siidavuoddu); y el estilo de vida seminómada o nómada de acuerdo con el flujo de las estaciones (johtaladdan)

## Las comunidades sami de hoy en Suecia
Los pueblos sami de montaña: Könkämä, Lainiovuoma, Saarivuoma, Talma, Gabna, Leavas, Girjas, Báste, Unna Tjerusj, Sirges, Jåkkåkaskatjiellde, Tuorpon, Luokta Mavas, Semisjaur-Njarg, Svaipa, Grans, Rans, Ubmeje tjeälddie, Vapstens, Vilhelmina norra, Vilhelmina södra, Frostvikens norra, Ohredahke, Raedtievaerie, Jiingevaerie, Jovnevaerie, Njaarke, Kall, Handölsdalens, Tåssåsens, Mittådalens, Ruvhten sijte, Idre
Pueblos sami del bosque: Vittangi, Gällivare, Serri, Udtja, Ståkke, Maskaur, Västra Kikke jaur, Östra Kikkejaur, Mausjaur,  Malå
Concesión de aldeas sami: Muonio, Sattajärvi, Tärendö, Korju, Pirttijärvi, Ängeså, Kalix, Liehittäjä